# Susanne Sommer
Susanne Sommer (* 1960 in Krefeld) ist eine deutsche Volkskundlerin und Regionalhistorikerin. Seit 2001 leitet sie das Kultur- und Stadthistorische Museum Duisburg.

## Leben und Wirken
Susanne Sommer wurde im Jahr 1960 in Krefeld geboren. Sie studierte Volkskunde, Rheinische Landesgeschichte und Historische Geographie an der Universität Bonn. Sie wurde im Jahr 1989 mit einer Dissertation über die Industrialisierung der Mühlen am Niederrhein promoviert, für die sie 1995 auch mit einem Preis des Alfred-Steeger-Stipendiums ausgezeichnet wurde. Nach dem Studium absolvierte sie zunächst ein wissenschaftliches Volontariat am Rheinischen Museumsamt des Landschaftsverbandes Rheinland.
Im Jahr 1990 wurde Sommer wissenschaftliche Referentin am Niederrheinischen Museum Duisburg. Als solche organisierte sie den Umzug des Hauses in das ehemalige Getreidesilo im Duisburger Innenhafen mit, in dessen Zuge das Museum auch zum Kultur- und Stadthistorischen Museum Duisburg umbenannt wurde. Im neuen Haus war Sommer vor allem als Kuratorin für die Neukonzeption der Dauerausstellung tätig. Mit dem Jahr 1997 übernahm sie die stellvertretende Leitung des Museums.
Nach dem Rückzug ihres Vorgängers Gernot Tromnau wurde Sommer zum 1. Dezember 2000 kommissarische Leiterin des Museums. Im September 2001 wurde sie schließlich zur Direktorin des Museums berufen. Unter Sommer wurden nacheinander die Dauerausstellungen im Haus erneuert. Zuletzt eröffnete 2012 die Mercator-Schatzkammer mit Objekten aus dem Schaffen des Kartographen Gerhard Mercator. Sommer richtete den Schwerpunkt des Museums zunächst auf die Alltagskultur aus, ab den 2010er Jahren kamen die Themen „kulturelle Vielfalt“ und „Migration“ hinzu.

## Schriften (Auswahl)
- Krefeld unter Friedrich dem Großen. Eine Dokumentation der Ausstellung im Juli 1986. Krefeld 1986.
- Mühlen am Niederrhein. Die Wind- und Wassermühlen des linken Niederrheins im Zeitalter der Industrialisierung (1814–1914). Rheinland-Verlag, Köln 1991, ISBN 3-79271-113-3 (Dissertation).
- Traue keinem über 30. Ein Streifzug durch die Duisburger Jugendszene seit '68. Begleitband zur Ausstellung im Kultur- und Stadthistorischen Museum der Stadt Duisburg. 2. Mai bis 1. August 1993. Duisburg 1993, ISBN 3-89279-992-X.
- Von „Alterthümern“ und „überliefertem Hausgerät“. Museumsgeschichte am Beispiel des volkskundlichen Sammlungsbestandes 1900–1950. In: Peter Dunas, Susanne Sommer (Hrsg.): 1902–2002. Kultur- und Stadthistorisches Museum Duisburg. Festschrift zum 100jährigen Bestehen (= Duisburger Forschungen Bd. 48). Mercator-Verlag, Duisburg 2002, ISBN 3-87463-335-7, S. 93–117.

Herausgeberschaft
- mit Volker Herrmann: Der Kaiser kommt! Hafen, Markt und Stadt - Duisburg im Mittelalter. Anlässlich der Sonderausstellung zur Kulturhauptstadt RUHR.2010 25. April 2010 bis 9. Januar 2011. Mercator-Verlag, Duisburg 2010, ISBN 978-3-87463-466-3.